# Torrenova (metrostation)

Torrenova is een metrostation van de Italiaanse hoofdstad Rome dat wordt bediend door lijn C van de metro van Rome. Het station werd geopend op 2 juni 1916 als onderdeel van de smalspoorlijn Rome-Frosinone, sinds november 2014 is het onderdeel van de Romeinse metro.

## Geschiedenis
Torrenova is het enige metrostation dat nog uit de tijd van de smalspoorlijn stamt en is daarmee het oudste station van de Romeinse metro. Aanvankelijk was er sprake van enkelspoor waarbij de sneltrams elkaar konden kruisen bij de stations. In 1940 werd de lijn ten westen van Grotte Celoni geheel dubbelsporig, bij Torrenova lag een derde spoor met goederenloods en aan weerszijden van het station lagen overloopwissels. 

## Ombouw
Op 26 augustus 1999 begon de ombouw tot premetro, hierbij werd het spoor voor het goederenvervoer verwijderd. Het stuk tussen het stationsgebouw en de goederenloods werd overkapt en vormt sindsdien de toegang tot het station. De zijperrons langs de doorgaande sporen werden volgens metro standaard herbouwd. Op 2 oktober 2005 werd het verbouwde station heropend en ging het premetrobedrijf van start in afwachting van de ombouw tot metro. Hiervoor zou een wijziging van de spoorwijdte genoeg zijn maar in 2004 was besloten lijn C als automatische metro te exploiteren. Het gevolg was dat er aanzienlijk meer werk gedaan moest worden waaronder het aanbrengen van perrondeuren op de randen van het perron. De werkzaamheden ten behoeve van de metro begonnen op 7 juli 2008 en pas op 9 november 2014 werd lijn C van de metro geopend.